# Dacrycarpus vieillardii
Dacrycarpus vieillardii är en barrträdart som först beskrevs av Filippo Parlatore, och fick sitt nu gällande namn av De Laub.. Dacrycarpus vieillardii ingår i släktet Dacrycarpus, och familjen Podocarpaceae. IUCN kategoriserar arten globalt som livskraftig. Inga underarter finns listade i Catalogue of Life.